# Hans Jürgen von Arnswaldt
Hans Jürgen von Arnswaldt (* 16. Mai 1897 in Schwerin; † 2. Dezember 1988 in Nordhorn) war ein deutscher Forstwirt.

## Leben

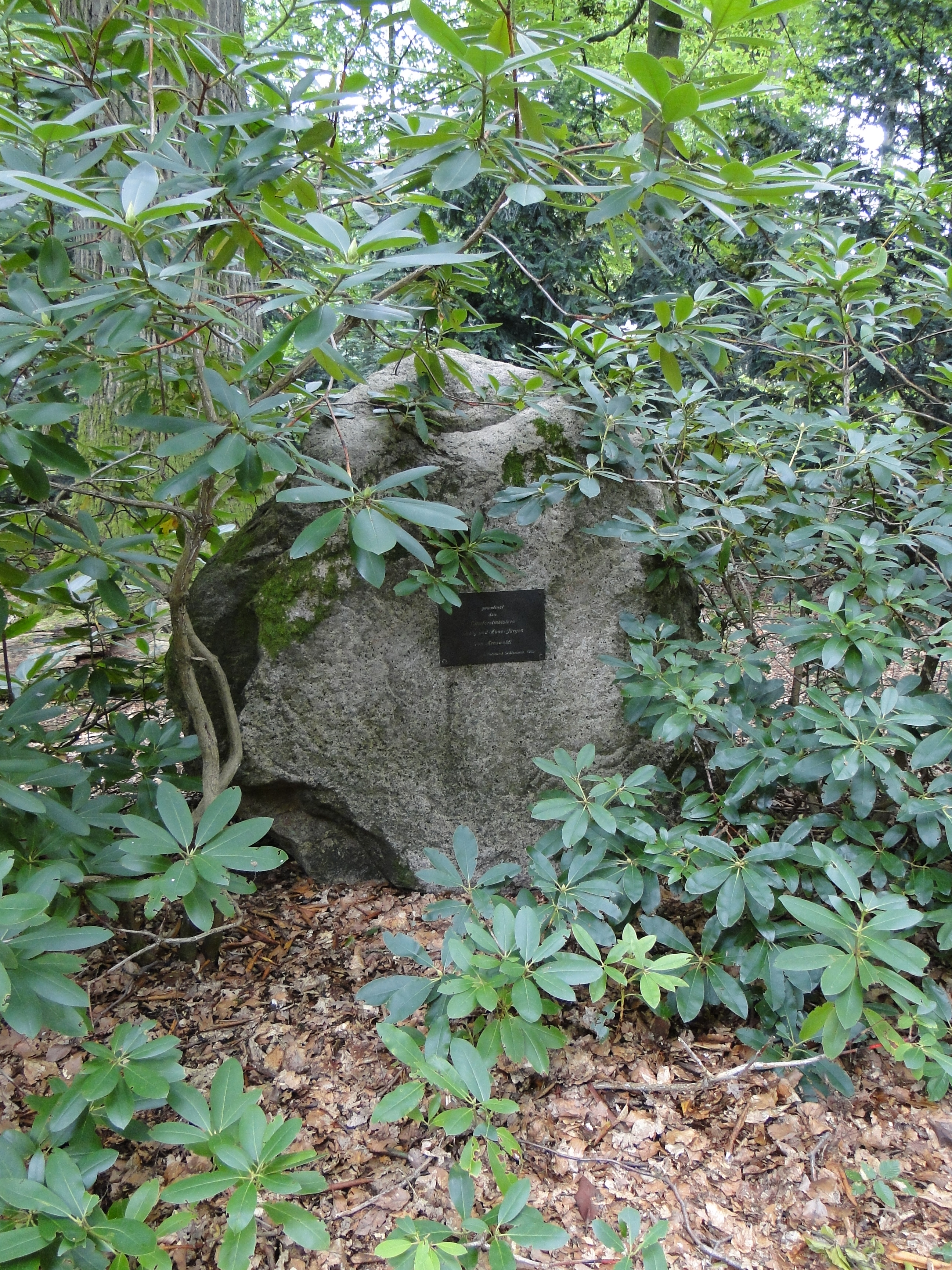
Gedenkstein für Georg und Hans-Jürgen Arnswaldt im Naturschutzgebiet Hohe Burg und Schwarzer See

Hans Jürgen von Arnswaldt war der Sohn des Forstwirts Georg von Arnswaldt aus dem ursprünglich thüringischen, später hannoverschen Adelsgeschlecht von Arnswaldt. Er wuchs auf dem mecklenburgischen Forsthof Schlemmin (heute Ortsteil von Bernitt) auf, den sein Vater 33 Jahren seiner Leitungstätigkeit zum Musterrevier mit beispielhafter waldbaulicher Tätigkeit entwickelte. Er besuchte das Friderico-Francisceum Gymnasium in Doberan, das er 1915 mit einem Notabitur verließ, um seinen Kriegsdienst zu beginnen. Nach dem Ende des Ersten Weltkriegs begann er eine praktische Forstlehre und ging dann zum Studium der Forstwissenschaften an die Forstakademie Eberswalde. Zuvor schrieb er sich im Zwischensemester 1919 an der Universität Rostock im Fach Jura ein. 1922 bestand er das mecklenburgische Referendar- und 1924 sein Assessorexamen. 
Von 1924 bis 1934 verwaltete er das Forstamt Altheide, heute Ortsteil von Ribnitz-Damgarten. Nach der Pensionierung seines Vaters übernahm er 1934 die Leitung des Forstamts Schlemmin, wurde aber 1939 zum Kriegsdienst eingezogen, woraufhin sein Vater noch einmal vertretungsweise die Leitung übernahm. 
1945 flüchtete er mit seiner Familie in den Westen. Er leitete von 1945 bis 1949 das Herzoglich Oldenburgische Forstamt Lensahn und von 1949 bis zu seiner Pensionierung 1962 die Fürstlich von Bismarcksche Forstverwaltung im Sachsenwald (58,55 km²). Seinen Ruhestand verbrachte er ab 1962 im oldenburgischen Rastede.

## Ehrungen
1974 wurde er mit dem Karl-Abetz-Preis ausgezeichnet.
Im Naturschutzgebiet Hohe Burg und Schwarzer See erinnert seit 1992 ein Gedenkstein an Georg und Hans Jürgen von Arnswaldt. Die beiden Oberförster vertraten einen wirtschaftlich orientierten, ökologisch ausgerichteten Waldbau unter Einbeziehung von Naturschutzbelangen.

## Schriften
- Wertkontrolle. Hamburg-Reinbek: Bundesanstalt für Forst- und Holzwirtschaft 1950
- Der Sachsenwald. Die Forstwirtschaft in der Vergangenheit und Gegenwart. 1951
- Wertkontrolle in Laubwäldern. Festschrift zur Verleihung des Karl-Abetz-Preises am 17. Mai 1974. 1974